# Horst Georg Pöhlmann
Horst Georg Pöhlmann (* 18. Juli 1933 in Rotthalmünster; † 8. April 2022 in Wallenhorst) war ein evangelisch-lutherischer Theologe und Professor für Systematische Theologie und Religionsphilosophie.

## Leben
Pöhlmann studierte Philosophie, Philologie und Theologie in Freiburg, Erlangen und Heidelberg. 1963 wurde er in Erlangen zum Doktor der Theologie promoviert. In seiner Dissertation trat er „in schroffem Gegensatz zu Karl Barth“: Die Lehre von der analogia entis sei in der Bibel begründet und nicht kirchentrennend. Nach seiner Promotion wurde er Pfarrer und Leiter der Studienstelle der Deutschen Evangelischen Arbeitsgemeinschaft für Erwachsenenbildung in Karlsruhe. 1969 habilitierte sich Pöhlmann für Systematische Theologie an der Universität Heidelberg, wo er später auch als außerplanmäßiger Professor lehrte und forschte. 1979 erhielt er den Ruf auf eine Professur für Systematische Theologie: Dogmatik, Ethik und Religionsphilosophie an die Universität Osnabrück.
Pöhlmann war dreimal Gastprofessor in Bangalore (Südindien). Die Begegnung mit Hinduismus und Buddhismus verarbeitete er in zwei Büchern. 1998 wurde er emeritiert, hielt jedoch weiterhin Lehrveranstaltungen an der Universität. Er war Ansprechpartner des Arbeitskreises der Religionen in Osnabrück (AROS).
Pöhlmann lebte zuletzt in Wallenhorst bei Osnabrück, war verheiratet und hatte zwei Kinder und zwei Enkelkinder.

## Werk
Pöhlmann hat in seinen Publikationen ein weites Spektrum von Themen und Zielgruppen abgedeckt. Neben Schriften der theologischen Fachdiskussion war ihm die Wirkung in die Breite der Bevölkerung ein Anliegen, und so verfasste er mehrere Werke für die Erwachsenenbildung und Gemeindearbeit. Als Dogmatiker war ihm auch daran gelegen, die Dokumente des Glaubens verfügbar zu machen. Besonders sind hier zu nennen seine Bearbeitung der Bekenntnisschriften der lutherischen Kirche und die Übersetzung der Loci Communes von Philipp Melanchthon.
Seine wahrscheinlich bekanntesten Werke sind der Abriss der Dogmatik, der inzwischen in 6. überarbeiteter Auflage erschienen ist und für Generationen von Studenten ein Standardwerk zum Überblick über die evangelische Dogmatik geworden ist, und sein in 8. Auflage vorliegendes Buch Wer war Jesus von Nazareth?.
Ein Kennzeichen seiner späten Werke ist die Betonung des Dialogischen als eines konstitutiven Merkmals von Religion. Mit mehreren Partnern wie dem marxistischen Philosophen Milan Machovec, mit dem ihn eine langjährige Freundschaft verband, oder dem Rabbiner Marc Stern dokumentierte er den Dialog der Religionen und Ideologien in Büchern.
Daneben griff er immer wieder in aktuelle Diskurse ein, etwa indem er einen Entwurf für einen Rahmenplan zur Altenbildung erstellte oder in der kirchlichen Auseinandersetzung um Frauenordination für diese Position bezog.

## Auszeichnungen
Er erhielt 2004 das Verdienstkreuz am Bande des Verdienstordens der Bundesrepublik für seine Verdienste um die christlich-jüdische und -islamische Verständigung.

## Publikationen (Auswahl)
- Analogia entis oder analogia fidei. Die Frage der Analogie bei Karl Barth. 1965.
- Rechtfertigung. Die gegenwärtige kontroverstheologische Problematik der Rechtfertigungslehre zwischen der evangelisch-lutherischen Kirche und der römisch-katholischen Kirche. 1971.
- Der Atheismus oder der Streit um Gott. 7. Aufl., 1996.
- Wer war Jesus von Nazareth? 8. Auflage, 2002.
- Abriss der Dogmatik. 6. Auflage 2002.
- Gottesdenker. 1984.
- Loci Communes 1521 Latein.-Dtsch. Übers. u. kommentierte Anm. v. Horst G. Pöhlmann. Hrsg. v. Luther. Kirchanmt d. Vereinigten Evangel.-Luther. Kirche Deutschlands (VELKD) von Philipp Melanchthon. 2. Auflage, 1997.
- Heiliger Geist – Gottesgeist, Zeitgeist oder Weltgeist? Reihe Apologetische Themen R.A.T. 10. Herausgegeben von Werner Thiede. Friedrich Bahn Verlag, Neukirchen-Vluyn 1998. ISBN 3-7615-5040-5
- Unser Glaube: die Bekenntnisschriften der evangelisch-lutherischen Kirche / im Auftr. der Kirchenleitung der Vereinigten Evangelisch-Lutherischen Kirche Deutschlands (VELKD) hrsg. vom Lutherischen Kirchenamt. Bearb. von Horst Georg Pöhlmann. 5. Auflage, 2004.

als Mitautor
- mit Milan Machovec: Gibt es einen Gott? Ein Atheist und ein Christ im Streitgespräch. 1990.
- mit Marc Stein: Die Zehn Gebote im jüdisch-christlichen Dialog. 2000.

Mehrere seiner Werke wurden auch in Übersetzung im Ausland veröffentlicht.